# Ortokromatisk film

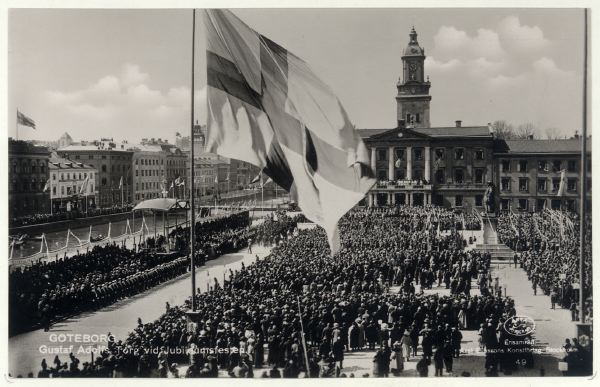
Svenska flaggor på Gustaf Adolfs torg, Göteborg 1923

Ortokromatisk film är blå- och grönkänslig till skillnad från de ljuskänsliga silverhalogeniderna som endast är känsliga för blått och ultraviolett ljus.
För att silverhalogenidernas känslighet skall vidgas till att vara känsliga för grönt, krävs att ett sensibiliseringsämne tillsätts i emulsionen.
I detta fall användes tidigt anilin. Typiskt för den ortokromatiska filmen är att det gula korset på den svenska flaggan, som normalt skall vara ljust på svartvita fotografier, blir mörkare än den blå bakgrunden.
Det har funnit flera sensibiliseringsämnen som kan öka filmkänslighetsområdet till rött (pankromatisk film), och även vidare till infrarött.
Efter utvecklandet av den pankromatiska filmen, har den ortokromatiska filmen haft ett fortsatt användningsområde inom reprofotografi där slutresultatet ska vara antingen svart eller vitt. Ortokromatisk film tillåter dessutom viss belysning i mörkrummet.